# 1455 en philosophie
Chronologie de la philosophie
- 1451
- 1452
- 1453
- 1454
- 1455
- 1456
- 1457
- 1458
- 1459

L’année 1455 a été marquée, en philosophie, par les événements suivants :

## Naissances
- 29 janvier à Pforzheim : Jean Reuchlin, en latin Johannes Reuchlin (son nom est parfois écrit Johann Reichlin), hellénisé en Καπνίον (« fumée », par allusion à son nom, apparenté à l'allemand Rauch de même sens, ou Capnio -par Érasme-), est un philosophe et théologien allemand  mort le 30 juin 1522 à Stuttgart. Convaincu, contre l'opinion commune de ses contemporains, que l'hébreu, langue de la Bible, avait une valeur spirituelle, notamment par le biais de la kabbale, il fut le premier hébraïste allemand non-juif.